# وسام بروس

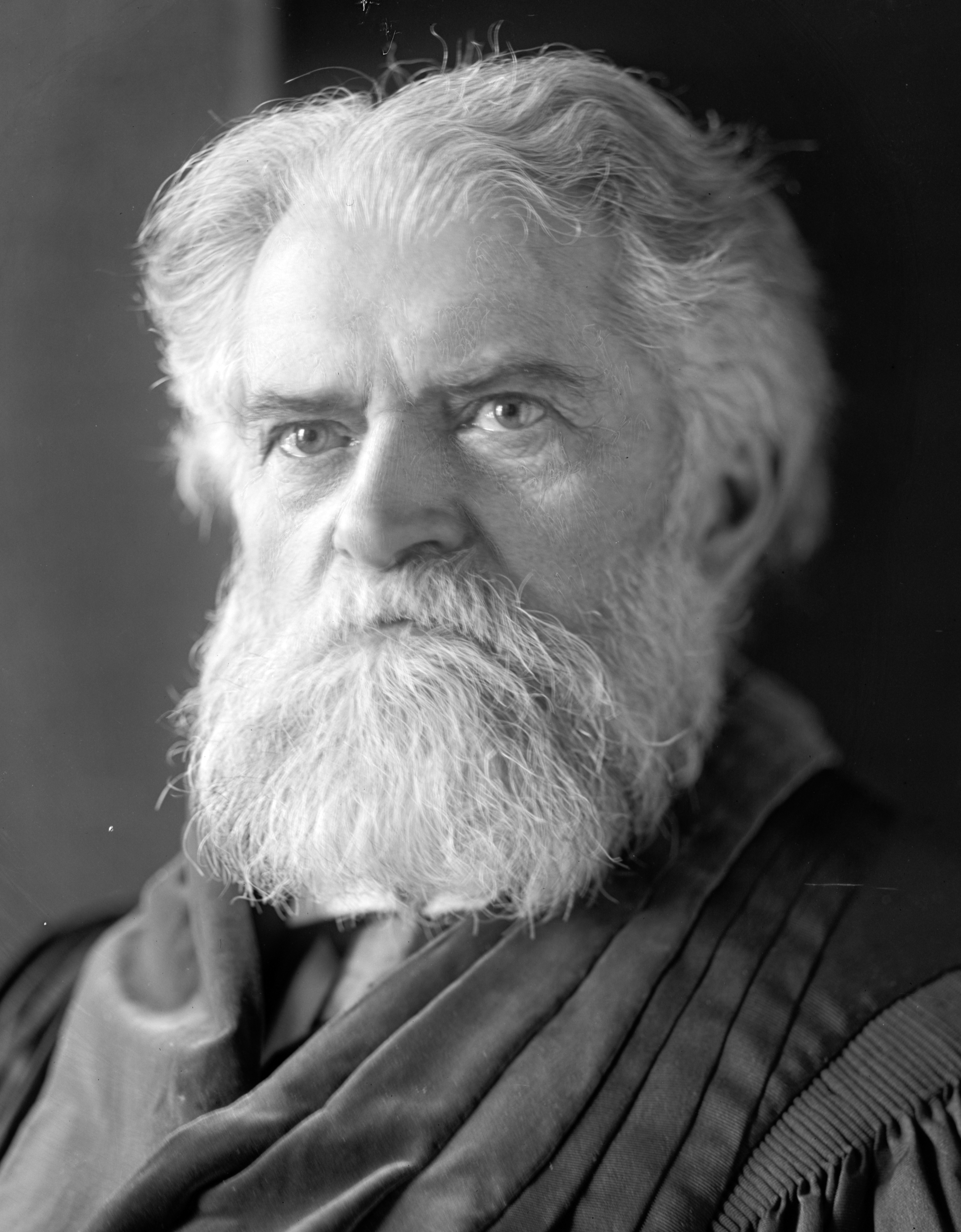

وسام كاثرين وولف بروس الذهبي، وهو وسام يُمنح كل سنة من قبل الجمعية الفلكية في منطقة المحيط الهادئ للمساهمة المتميزة في مجال علم الفلك . سمي باسم كاثرين وولف بروس، الراعية الأمريكية لعلم الفلك، ومنح لأول مرة في عام 1898. 

## روابط خارجية
- 20th Century Astronomers